# Gerald Brauer
Gerald Brauer – wschodnioniemiecki zapaśnik walczący w stylu wolnym.
Zajął dziewiąte miejsce na mistrzostwach świata w 1975. Brązowy medalista mistrzostw Europy w 1974. Trzeci na ME młodzieży w 1972 roku.
Mistrz NRD w 1974 i 1977; drugi w 1973 i 1980; trzeci w 1972 i 1978 roku.